# Endohyalina circumpallida
Endohyalina circumpallida är en lavart som först beskrevs av Hugo Magnusson., och fick sitt nu gällande namn av Marbach 2000. Endohyalina circumpallida ingår i släktet Endohyalina och familjen Caliciaceae.   Inga underarter finns listade i Catalogue of Life.